# 圣白芭蕾堂 (马德里)
圣白芭蕾堂（Iglesia Parroquial de Santa Bárbara）,又名沙雷氏修道院教堂，是西班牙马德里中区的一座罗马天主教教堂, 新古典主义建筑风格。它是西班牙许多供奉圣白芭蕾的教堂中的一个。

## 历史
这座教堂建于1757年，在沙雷氏修道院旁边，是修道院的教堂。沙雷氏修道院属于聖方濟各·沙雷氏修会(又名聖母訪親女修會)的修女，由斐迪南六世的王后巴巴拉·布拉甘萨创建于1748年。教堂由Francisco Carlier与Francisco Moradillo合作设计。1870年, 修道院被关闭了, 改为法院。1891年，该堂向堂区教友开放。

## 概览
教堂外面有该修会的创始人聖方濟各·沙雷氏的雕像。内部有斐迪南六世夫妇的陵墓。